# 조지 벨로스
자지 벨로스(영어: George Bellows, 1882년 8월 ~ 1925년 1월 8일)는 미국의 현실주의 화가이다. 그의 뉴욕 도시생활을 그린 것으로 잘 알려져 있으며, 콜럼버스 미술관에서는 "그의 세대에서 가장 저명한 미국 창녀"라고 평했다.